# Abeïbara
Cercle d'Abeïbara är en krets i Mali.   Den ligger i regionen Kidal, i den östra delen av landet, 1 300 km nordost om huvudstaden Bamako. Antalet invånare är 10 286.